# Damián Escudero
Damián Ariel Escudero (Rosario, 20 aprile 1987) è un ex calciatore argentino, di ruolo centrocampista.

## Carriera

### Club
Cresciuto nelle giovanili del Vélez, il Pichi (soprannome ereditato dal padre) esordisce in prima squadra il 4 marzo 2006 in trasferta contro il Newell's Old Boys, match vinto dai padroni di casa per 1-0.
Alla fine del 2006 si trova al centro di una controversia allorché il suo club non gli permette di partecipare al Campionato sudamericano di calcio Under-20 2007. Stessa decisione viene presa per Mauro Zárate. Le sue prestazioni nella Coppa Libertadores 2007 danno ragione al Vélez, nel quale il pichi porta grande dinamismo nella zona sinistra del campo e si impone come uno degli elementi chiave della squadra. Alla fine della competizione ha messo a segno 4 reti.
Il rendimento nella stagione 2007-2008, nella quale il Vélez fallisce l'ingresso nella Coppa Sudamericana, è piuttosto altalenante. Segna 3 gol nel torneo di Clausura tra cui uno di notevole fattura contro il Boca Juniors.
Il 3 luglio 2008 viene acquistato a titolo definitivo dal Villarreal per una cifra approssimativa di oltre 6 milioni di euro, ma viene mandato in prestito annuale al Real Valladolid. Colleziona 15 presenze in campionato, per poi rientrare al sottomarino giallo.
Il 25 giugno 2010 viene acquistato il 50% del cartellino dell'attaccante dal Boca Juniors.
Il 10 febbraio 2011 il Gremio lo preleva in prestito per un anno dal Boca Juniors con diritto di riscatto fissato a 6 milioni di dollari.

### Nazionale
Oltre a tre presenze nella Under-20, ha all'attivo una presenza con la maglia della selezione olimpica, ottenuta nell'amichevole contro il Guatemala.

## Palmarès

### Nazionale

#### Competizioni giovanili
- Campionato mondiale Under-20: 1

Canada 2007